# み空
『み空』（みそら）は、金延幸子がURCレコードから1972年9月1日に発売したファーストアルバム。

## 解説
金延幸子が登場したのは、1960年代末期、関西のアングラ・フォーク・シーンから。ただし、彼女は早くからプロテスト・ソングという言葉で示されるようなスタイルにとらわれないポップな作風を指向していた。その流れの中で、「愚」を結成、解散後に作られたアルバムが本作。曲も大半は自作で、サウンドはアコースティックギターの弾き語りを軸にしたものとそれにバンドの演奏が加わったスタイルとが混在。ジョニ・ミッチェルを彷彿させる澄んだ高い声で、温もりのある明るいメロディを聴かせている。
小沢健二がコンサートのSEで本作を流したところ、レコード店に問い合わせが殺到したという。

## 収録曲
記載以外は作詞・作曲・編曲：金延幸子

### Side:A
1. み空  –  (4:04)
2. あなたから遠くへ  –  (3:26)
  - 編曲：細野晴臣
3. かげろう  –  (3:00)
4. 時にまかせて（アルバム・バージョン）  –  (2:56)
  - 編曲：細野晴臣
5. 空はふきげん  –  (2:57)
  - 作曲：大瀧詠一
6. おまえのほしいのは何  –  (2:44)

### Side:B
1. 青い魚  –  (2:58)
  - 編曲：細野晴臣
2. 雪が降れば（ようこさんにささげる）  –  (4:00)
3. 道行き  –  (2:57)
4. はやぶさと私  –  (8:00)
5. 春一番の風は激しく  –  (2:45)
  - 作詞：藤原明子

### ボーナス・トラック
1989年9月1日発売の『み空＋2』には既発のシングル曲がボーナス・トラックとして収録された。
1. 時にまかせて（シングル・バージョン）  –  (2:47)
2. ほしのでんせつ  –  (2:56)

## レコーディング・メンバー

### み空
- ギター・唄  –  金延幸子

### あなたから遠くへ
- ギター・唄  –  金延幸子
- チェレスタ  –  吉野金次
- ドラム  –  林立夫
- ベース・ギター  –  細野晴臣

### かげろう
- ギター・唄  –  金延幸子

### 時にまかせて
- ギター・唄  –  金延幸子
- エレキ・ギター  –  中川イサト
- ベース・ギター  –  細野晴臣
- ドラム  –  林立夫

### 空はふきげん
- 12弦ギター・唄  –  金延幸子
- スライド・ギター：中川イサト

### おまえのほしいのは何
- ギター・唄  –  金延幸子
- スライド・ギター：中川イサト

### 青い魚
- ギター・唄  –  金延幸子
- エレキ・ギター  –  鈴木茂
- ベース・ギター  –  細野晴臣
- ドラム  –  林立夫

### 雪が降れば（ようこさんにささげる）
- 12弦ギター・唄  –  金延幸子

### 道行き
- ギター・唄  –  金延幸子
- マリンバ  –  細野晴臣

### はやぶさと私
- ギター・唄  –  金延幸子

### 春一番の風は激しく
- ギター・唄  –  金延幸子
- スライド・ギター：中川イサト

### スタッフ
- プロデュース  –  泰政明、アート音楽出版
- ディレクター  –  金延幸子、細野晴臣、吉野金次
- エンジニア  –  吉野金次
- エンジニア（アシスタント）  –  古川誠、神成芳彦
- デザイン  –  橋本正志、武士勇悟
- 写真  –  岩渕滋

## 発売履歴
| 発売日         | レーベル             | 規格 | 規格品番   | 備考                     |
| -------------- | -------------------- | ---- | ---------- | ------------------------ |
| 1972年9月1日   | URC                  | LP   | URG-4015   |                          |
| 1989年9月1日   | Kitty Records        | CD   | H20K-25017 | ボーナス・トラック収録。 |
| 1995年6月16日  | 東芝EMI              | CD   | TOCT-8963  |                          |
| 1996年         | Vivid Sound          | LP   | VSLP-4014  |                          |
| 1998年9月30日  | 東芝EMI              | CD   | TOCT-10466 |                          |
| 2002年9月11日  | Avex io              | CD   | IOCD-40012 | CD-EXTRA仕様。           |
| 2005年3月16日  | Prime Direction Inc. | CD   | IOCD-40081 | 紙ジャケット仕様。       |
| 2005年12月7日  | avex io.             | CD   | IOCD 40095 | でかジャケット仕様。     |
| 2008年12月17日 | ポニーキャニオン     | HQCD | PCCA-50025 |                          |
| 2008年12月17日 | ポニーキャニオン     | 配信 | -          |                          |
| 2016年11月3日  | HMV Record Shop      | CD   | HRLP-046   |                          |
| 2020年3月18日  | ポニーキャニオン     | CD   | PCCA-04925 |                          |